# كهف اوردا
كهف اوردا (اوردنسكايا) هو عبارة عن كهف بلوري جبسي وجد اسفل جبال الأورال . تقع الفوهة بالقرب من نهر الكونغر فقط خارج اوردا , بيرم كراي في روسيا . نظام الكهف يمتد أكثر من 5.1 كيلوميتر (3.2ميلميتر) مع حوالي 4.8 كيلوميتر (3 ميليميتر) أكثر من الطول الكلي كونه تحت الماء. و هذا ما جعله واحد من أطول الكهوف تحت الماء وأكبر كهف جبسي تحت الماء في العالم. يحتوي على أطول سيفون في الاتحاد السوفييتي السابق (935متر) .
ترشح المنطقة الغنية بالمعادن المحيطة بالكهف المياه وتجعلها واضحة جدًا. يتمتع الغواصون برؤية تزيد عن 50 ياردة (46 م) مما يجعله موقعًا مثاليًا لبعثات التصوير الفوتوغرافي. قاد فيكتور ليغوشكين ، وهو صحفي ومصور تحت الماء، حوالي 150 رحلة استكشافية إلى الكهوف على مدار ستة أشهر في عام 2011. تم نشر الصور التي التقطها فريقه في مشروع التوعية في كهف أوردا إلى جانب قصص من غواصين آخرين زاروا نظام الكهف. خلال الغطس، استخدمت Lyagushkin نظام قمع لتوجيه فقاعات الهواء إلى فم الكهف وبعيدًا عن الجبس الرقيق، خشية أن تتلف بسهولة. كان فريق الغوص أيضًا أول من قام بإنتاج بانوراما كروية لكهف تحت الماء.
تحكي أسطورة محلية عن "سيدة كهف أوردا" الذي يقال إنه يعيش في الكهوف. في عام 2013 ، ظهرت ناتاليا أفسينكو ، بطلة الغطس المجانية السابقة، في سلسلة صور فوتوغرافية مصممة لتوضيح الأسطورة. عاد Lyagushkin إلى الموقع بعد أن قاد الغوص 2011،  والتقط صوراً لأفسينكو على مدار يومين. تم التقاط الصور على عمق يصل إلى 17 مترًا (56 قدمًا) مع درجات حرارة تصل إلى 23 درجة مئوية (-9 درجة فهرنهايت). يتراوح من 3 درجات إلى 20 درجة مئوية تحت الصفر على السطح.
تمت زيارة الكهف أيضًا أثناء الغوص بواسطة مارتين فار ولامار هيرز وباسكال بيرنابي وريجي روس.